# The Golden Eye
Pour les articles homonymes, voir Goldeneye (homonymie).
The Golden Eye est un film américain réalisé par William Beaudine, sorti en 1948.
Le film est dans le domaine public.

## Synopsis
Manning, propriétaire d'une mine d'or en Arizona, persuade Charlie Chan de l'aider. Pour éviter d'alerter ses ennemis, Chan est hébergé dans un ranch voisin avec son deuxième fils, Tommy, et son domestique noir, Birmingham Brown. Il y rencontre le lieutenant de police de San Francisco Mike Ruark, se faisant passer pour un autre client ivre sous le nom de Vincent O'Brien, afin d'enquêter sur la soudaine montée en valeur de la mine.
Lorsque Chan se rend chez Manning, il découvre qu'il est soi-disant tombé dans un puits de mine, le laissant dans le coma. Sur place, il est reconnu par Talbot Bartlett, qui le connaissait pour une précédente affaire.
Chan devine que le prospecteur Pete vole du minerai dans la mine et le persuade de le guider, lui, Tommy et Birmingham, jusqu'à la mine par son passage secret. Cependant, à leur arrivée, Tommy et Birmingham découvrent le corps de Pete. Chan finit par supposer que de l'or mexicain, bien moins cher à extraire, est introduit clandestinement et vendu aux États-Unis avec d'énormes profits par Driscoll et ses hommes.

## Fiche technique
- Réalisation : William Beaudine
- Scénario : Scott Darling, d'après les personnages d'Earl Derr Biggers
- Producteur : James S. Burkett
- Photographie : William A. Sickner
- Montage : Ace Herman
- Genre: Mystère et thriller[2]
- Musique : Edward J. Kay
- Distributeur : Monogram Pictures
- Durée : 69 minutes
- Date de sortie : 29 août 1948

## Distribution
- Roland Winters : Charlie Chan
- Victor Sen Yung : Tommy Chan
- Mantan Moreland : Birmingham Brown
- Wanda McKay : Evelyn Manning
- Bruce Kellogg : Talbot Bartlett
- Tim Ryan : Lt. Mike Ruark
- Evelyn Brent : Sœur Teresa
- Ralph Dunn ; Jim Driscoll
- Lois Austin : Mrs. Margaret Driscoll
- Forrest Taylor : Mr. Manning
- Lee 'Lasses' White : Pete
- Lee Tung Foo : Wong Fai (non crédité)
- Eddie "Rochester" Anderson